# 日本歌人クラブ評論賞
日本歌人クラブ評論賞は、日本で最も古い歴史と最大の規模を持つ歌人の親睦団体である日本歌人クラブが主催する、短歌や歌人に対する評論書や研究書を対象とした賞。前年度に刊行された短歌関連の書籍から選ばれる。日本歌人クラブの創立55周年記念事業の一環として設立された。
選考は、日本歌人クラブの中央幹事（理事に相当）、地方ブロック（北海道・東北・北関東・南関東・東京・甲信越・北陸・東海・近畿・中国・四国・九州の12ブロック）役員、過去の受賞者、名誉会員から事前にアンケートを募り、その結果を基に、日本歌人クラブの中央幹事および中央幹事会から指名された会員で構成された選考委員会が選考する。選考委員の任期は一年。2024年度の選考委員は黒岩剛仁、大西久美子、佐田公子、森本平。特に規定されてはいないが、新人よりは中堅もしくはベテラン歌人が受賞する傾向が強い。受賞者には賞状と賞金10万円が贈られる。
このほか、長年に渉り地道に短歌に励み、斯道に貢献した歌人を顕彰する日本歌人クラブ大賞、中堅・ベテラン歌人の歌集を対象にした日本歌人クラブ賞、60歳以下の作者の第一歌集を対象にした日本歌人クラブ新人賞がある。

## 過去の受賞者

### 第1回から第10回
- 第1回（2003年）藤岡武雄（「あるご」主宰）『書簡にみる斎藤茂吉』（短歌新聞社）、秋山佐和子（「玉ゆら」代表）『歌ひつくさばゆるされむかも―歌人三ヶ島葭子の生涯』（TBSブリタニカ）
- 第2回（2004年）該当作なし
- 第3回（2005年）原田清（「槻の木」同人）『會津八一　人生と芸術』（砂子屋書房）、松坂弘（「炸」主宰）『定型の力と日本語表現』（雁書館）
- 第4回（2006年）三枝昂之（「りとむ」主宰）『昭和短歌の精神史』（本阿弥書店）、青井史（「かりうど」主宰）『与謝野鉄幹　鬼に食われた男』（深夜叢書社）
- 第5回（2007年）坂井修一（「かりん」所属）『斎藤茂吉から塚本邦雄へ』（五柳書院）
- 第6回（2008年）今西幹一『佐藤佐太郎短歌の研究』（おうふう）、山本司『初評伝　坪野哲久』（角川書店）
- 第7回（2009年）来嶋靖生（「槻の木」編集委員）『大正歌壇史私稿』（ゆまに書房）
- 第8回（2010年）大辻隆弘（「未来」選者）『アララギの脊梁』（青磁社）
- 第9回（2011年）松村正直（「塔」編集長）『短歌は記憶する』（六花書林）、品田悦一『斎藤茂吉』（ミネルヴァ書房）
- 第10回（2012年）渡英子（「短歌人」編集委員）『メロディアの笛 白秋とその時代』（ながらみ書房）

### 第11回から第20回
- 第11回（2013年）小野弘子（矢代東村長女）『父・矢代東村』（現代短歌社・発売）
- 第12回（2014年）杜澤光一郎（「コスモス」選者）『宮柊二・人と作品』（いりの舎）
- 第13回（2015年）永田和宏（「塔」前主宰）『現代秀歌』（岩波書店）
- 第14回（2016年）中根誠（「まひる野」選者）『兵たりき―川口常孝の生涯』（KADOKAWA）
- 第15回（2017年）加古陽治（東京新聞文化部長）『一首のものがたり　短歌が生まれるとき』（東京新聞出版局）
- 第16回（2018年）青田伸夫（「歩道」所属）『文明開化の歌人たち―開化新題歌集を読む』（大空社出版）
- 第17回（2019年）谷岡亜紀（「心の花」選者）『言葉の位相』（角川書店）
- 第18回（2020年）該当なし
- 第19回（2021年）加藤孝男（「まひる野」所属）『与謝野晶子をつくった男―明治和歌革新運動史』（本阿弥書店）
- 第20回（2022年）阿木津英（「八雁」主宰）『アララギの釋迢空』（砂子屋書房）

### 第21回から第30回
- 第21回（2023年）松村由利子（「かりん」編集委員）『ジャーナリスト与謝野晶子』（短歌研究社）
- 第22回（2024年）濱田美枝子『女人短歌』（書肆侃侃房）
- 第23回（2025年）内藤明『抒情の構造』（短歌研究社）